# Маринео
Маринео (итал. Marineo) — коммуна в Италии, располагается в регионе Сицилия, подчиняется административному центру Палермо.
Население составляет 6885 человек (на 2004 г.), плотность населения составляет 211 чел./км². Занимает площадь 33 км². Почтовый индекс — 90035. Телефонный код — 091.
Покровителем коммуны почитается святой Кир Александрийский, празднование 31 декабря и в третье воскресение августа.